# Оппельн (административный округ)
Административный округ Оппельн, также Оппельнский округ (нем. Regierungsbezirk Oppeln) — административно-территориальная единица второго уровня в Пруссии, существовавшая в 1813—1945 годы в Прусской Силезии. Административный центр округа — город Оппельн (ныне польский город Ополе). Сегодня территория бывшего округа целиком расположена в Польше.

## Положение
Округ Оппельн на севере и востоке до 1920 года граничил с прусским округом Позен провинции Позен, входящим в Российскую империю Царством Польским и Краковской республикой / Краковским великим княжеством (после 1920 года — с независимой Польшей; в 1939—1945 годы: с рейхсгау Вартеланд); на юге — с Австрийской империей (в 1918—1938 годы — с независимой Чехословакией; в 1938—1945 годы — с рейхсгау Судетенланд); на западе — с прусским округом Бреслау. В обиходе округ Бреслау назывался Верхней Силезией.

## История
Округ Оппельн был первоначально образован в 1813 году как один из округов в Прусской Силезии и утверждён повторно на основании указа от 30 апреля 1815 года в ходе административной реформы, проведённой в Пруссии после Венского конгресса с целью улучшения провинциального управления. В 1820 году в округе насчитывалось 16 районов: Бойтен, Козел, Фалькенберг, Гросс-Штрелиц, Гротткау, Кройцбург, Леобшюц, Лублиниц, Найссе, Нойштадт, Оппельн, Плесс, Ратибор, Розенберг, Рыбник и Тост-Гляйвиц. В 1873 году район Бойтен был разделён на районы Бойтен, Каттовиц, Тарновиц и Забже (в 1915 переименован в Хинденбург). В последующие годы несколько городов были выделены в самостоятельные городские округа: 1890 — Бойтен, 1897 — Гляйвиц, 1898 — Кёнигсхютте (выделен из района Бойтен), 1899 — Каттовиц и Оппельн, 1903 — Ратибор, 1911 — Найссе.

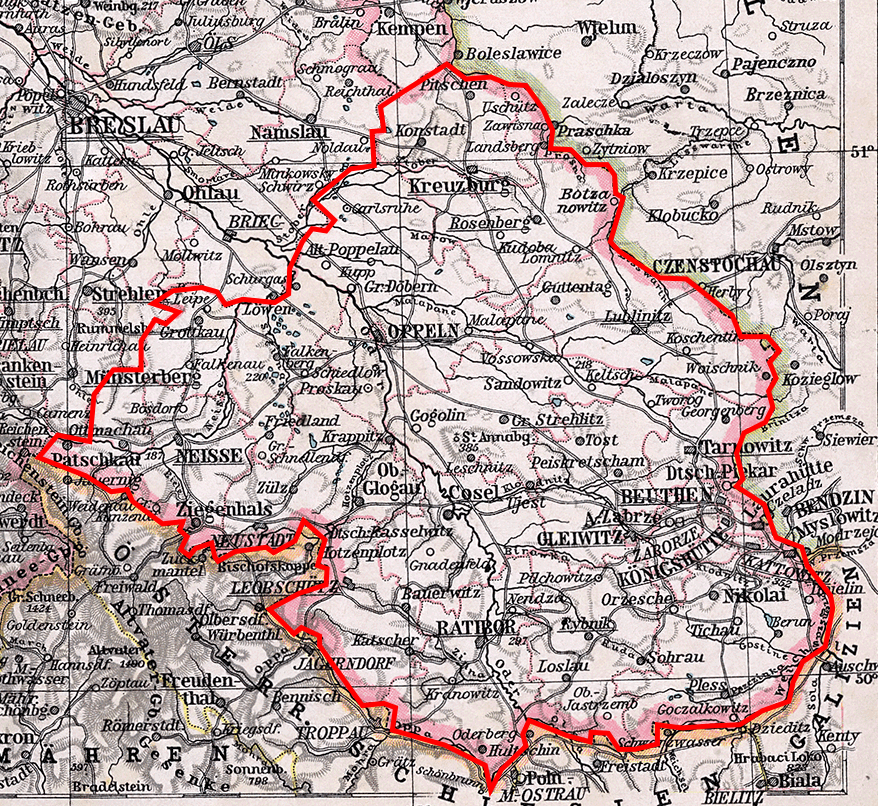
Карта округа Оппельн, 1905

В 1919 году провинция Силезия была разделена на две, при этом округ Оппельн в единственном числе образовал новую провинцию Верхняя Силезия — этим шагом была предпринята попытка дать верхнесилезским славянским народам больше автономии в составе Пруссии. Однако это не помогло, по условиям Версальского договора Германия была вынуждена уступить юго-западную часть района Ратибор (так называемая Глучинская область) Чехословакии. Оставшаяся часть района Ратибор вошла в город Ратибор, таким образом сельский район Ратибор был ликвидирован.
После предписанного Версальским договором верхнесилезского референдума (март 1921) Германия всё-таки лишилась районов Каттовиц (городской и сельский), Кёнигсхютте и Плесс целиком, а также потеряла часть территории районов Бойтен (городской и сельский), Гросс-Штрелиц, Хинденбург, Лублиниц (включая город Лублиниц), Рыбник, Тарновиц и Тост-Гляйвиц, которая также была передана Польше и образовала там Автономное Силезское воеводство.
По реформе 1 января 1927 года были упразднены остаточные районы. Районы Хинденбург и Рыбник были разделёны между соседними, при этом сам город Хинденбург образовал самостоятельный городской район. Районы Бойтен и Тарновиц были соединены в район Бойтен-Тарновиц с центром в Бойтене. Из основной части района Лублиниц был образован новый район Гуттентаг.
После аннексии чешских Судет в 1938 году в округе Оппельн был также снова воссоздан район Ратибор. В 1939 году на оккупированных вермахтом польских территориях был образован новый округ Каттовиц, куда из округа Оппельн были переданы городские районы Бойтен, Гляйвиц и Хинденбург, а также сельские районы Тост-Гляйвиц и Бойтен-Тарновиц. При этом небольшая часть аннексированных польских территорий в 1941 году была также присоединена из Генерал-губернаторства к округу Оппельн: здесь были образованы новые районы Блахштедт (Бляховня) и Вартенау (Заверце). Также в составе округа Оппельн на вновь возвращённой территории был воссоздан былой район Лублиниц (в 1941 объединён с районом Гуттентаг и переименован в Лобен). Районы Рыбник, Плесс и Тарновиц также были снова воссозданы, однако вошли в состав нового округа Каттовиц. В таком виде регион просуществовал до 1945 года.
После Второй мировой войны территория округа Оппельн перешла под контроль Польши и почти целиком вошла в Силезское воеводство. Глучинская область снова отошла Чехословакии. После последующих многочисленных административно-территориальных реформ в Польше территория округа Оппельн практически соответствует современному Опольскому воеводству, а Люблинец, Бляховня и Заверце относятся к современному Силезскому воеводству

## Административное деление
Список всех когда-либо существующих районов округа Оппельн с указанием их административных центров:
- Городские районы
  - городской район Бойтен (выделен в 1890)
  - городской район Гляйвиц (выделен в 1897; передан в округ Каттовиц в 1939)
  - городской район Кёнигсхютте (выделен в 1898; передан Польше в 1922)
  - городской район Каттовиц (выделен в 1899; передан Польше в 1922)
  - городской район Оппельн (выделен в 1899)
  - городской район Ратибор (выделен в 1903)
  - городской район Найссе (выделен в 1911)
  - городской район Хинденбург (выделен в 1927)
- Сельские районы
  - район Бойтен (упразднён в 1927), адм. центр — Бойтен
  - район Гросс-Штрелиц, адм. центр — Гросс-Штрелиц
  - район Гротткау, адм. центр — Гротткау
  - район Забже (выделен в 1873; переименован в Хинденбург в 1915; упразднён в 1927), адм. центр — Забже (Хинденбург)
  - район Каттовиц (выделен в 1873; передан Польше в 1922), адм. центр — Каттовиц
  - район Козел, адм. центр — Козел
  - район Кройцбург, адм. центр — Кройцбург
  - район Леобшюц, адм. центр — Леобшюц
  - район Лублиниц (упразднён в 1927; воссоздан в 1939; упразднён в 1941), адм. центр — Лублиниц
  - район Найссе, адм. центр — Найссе
  - район Нойштадт, адм. центр — Нойштадт
  - район Оппельн, адм. центр — Оппельн
  - район Плесс (передан Польше в 1922), адм. центр — Плесс
  - район Ратибор (упразднён в 1920; воссоздан в 1939), адм. центр — Ратибор
  - район Розенберг, адм. центр — Розенберг
  - район Рыбник (упразднён в 1927), адм. центр — Рыбник
  - район Тарновиц (выделен в 1873; упразднён в 1927), адм. центр — Тарновиц
  - район Тост-Гляйвиц, адм. центр — Гляйвиц
  - район Фалькенберг, адм. центр — Фалькенберг
  - район Бойтен-Тарновиц (образован в 1927; передан в округ Каттовиц в 1939), адм. центр — Бойтен
  - район Гуттентаг (образован в 1927; упразднён в 1941), адм. центр — Гуттентаг
  - район Лобен (образован в 1941), адм. центр — Лобен (Лублиниц)
  - район Блахштедт (образован в 1941), адм. центр — Блахштедт (Бляховня)
  - район Вартенау (образован в 1941), адм. центр — Заверце

## Территория и население
Территория и население округа Оппельн в 1900 году, в 1925 году и по состоянию на 17 мая 1939 года в границах на 1 января 1941 года и количество районов на 1 января 1941 года составляли:
| Год                            | Площадь км² | Население чел. | Количество районов | Количество районов |
| Год                            | Площадь км² | Население чел. | сельских           | городских          |
| ------------------------------ | ----------- | -------------- | ------------------ | ------------------ |
|                                |             |                |                    |                    |
| 1900                           | 13 225,36   | 1 868 146      | 19                 | 5                  |
|                                |             |                |                    |                    |
| 1925                           | 9 702,00    | 1 379 278      | 14                 | 6                  |
|                                |             |                |                    |                    |
| 1939/1941                      | 11 694,61   | 1 374 232      | 15                 | 3                  |
| без бывших польских территорий | 8 943,97    | 1 047 808      |                    |                    |
| бывшие польские территории     | 2 750,64    | 326 424        |                    |                    |